# そこひ
そこひ（底翳・内障眼)とは、視力障害をきたす眼疾患のことをさす古くから用いられてきた日本語。現在では俗称として用いられる。

## 白そこひ
現在でいう白内障のこと。

## 青そこひ
現在でいう緑内障のこと。

## 黒そこひ
かつては瞳孔の色調が黒いままで、視力障害をきたす疾患をひとくくりにしていたが、現在では複数の疾患を含む。網膜剥離や硝子体出血、黒内障などを指す。